# Schronisko Większe w Ostrężniku
Schronisko Większe w Ostrężniku, znane także jako Schronisko Małe w Ostrężniku – jaskinia w skale Ostrężnik, w pobliżu osady Ostrężnik, w województwie śląskim, w powiecie częstochowskim, w gminie Niegowa. Znajduje się na porośniętym lasem wzniesieniu, w odległości około 170 m na południe od drogi wojewódzkiej nr 793. Pod względem geograficznym położona jest w Dolinie Wiercicy na Wyżynie Częstochowskiej i znajduje się na terenie rezerwatu przyrody Ostrężnik. Administracyjnie należy do wsi Siedlec.

## Opis jaskini
Skała, w której znajduje się jaskinia, swoim wyglądem przypomina blok sera szwajcarskiego, jest w niej bowiem kilka jaskiń z wieloma komorami. Największa z nich to Jaskinia Ostrężnicka z kilkoma otworami. Otwór Schroniska Mniejszego w Ostrężniku znajduje się w odległości 10 m na północny zachód od jej głównego otworu i 10 m wyżej. Ma postać ukośnej szczeliny o wysokości 3 m, szerokości 2 m i znajduje się przed nim duży skalny blok częściowo go przesłaniający. Od otworu biegnie na południowy zachód korytarz o długości 6 m, szerokości około 1,5 m i wysokości do 1 m. Na jego końcu jest niewielka salka o średnicy około 1,5 m. Na przedłużeniu korytarza odbiega od niej niedostępna dla ludzi szczelina. Po prawej stronie tuż za otworem korytarza jest jeszcze drugi, równoległy korytarzyk o długości 4 m, wysokości do 1,2 m i szerokości 1 m.
Jaskinia powstała w późnojurajskich wapieniach skalistych i jest takiego samego pochodzenia jak Jaskinia Ostrężnicka. Utworzyła się na dwóch szczelinach, które zostały rozmyte przez wodę. Jej salka to kocioł eworsyjny. Powstała w strefie freatycznej, świadczy o tym kulisty przekrój korytarza głównego. W salce zachowały się niewielkie resztki nacieków jaskiniowych w postaci polew i draperii. Dno głównego korytarzyka jest piaszczysto-próchniczne, bocznego piaszczyste, a spąg w salce jest kamienisty. Uboga roślinność (mchy i wątrobowce) rozwija się tylko przy otworze wejściowym.

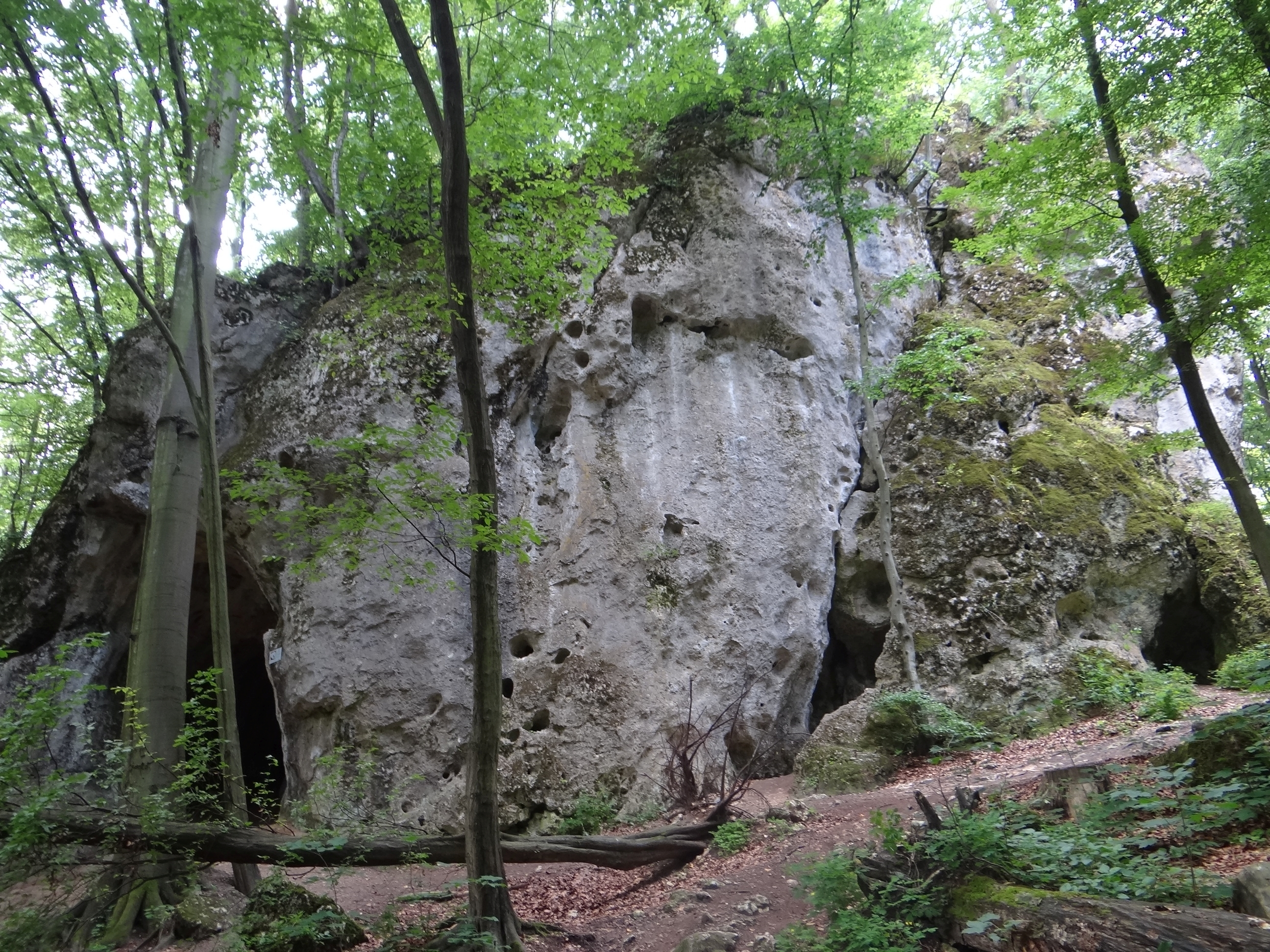
Główny otwór Jaskini Ostrężnickiej (po lewej), otwór Schroniska Większego (na środku) i Mniejszego (po prawej)
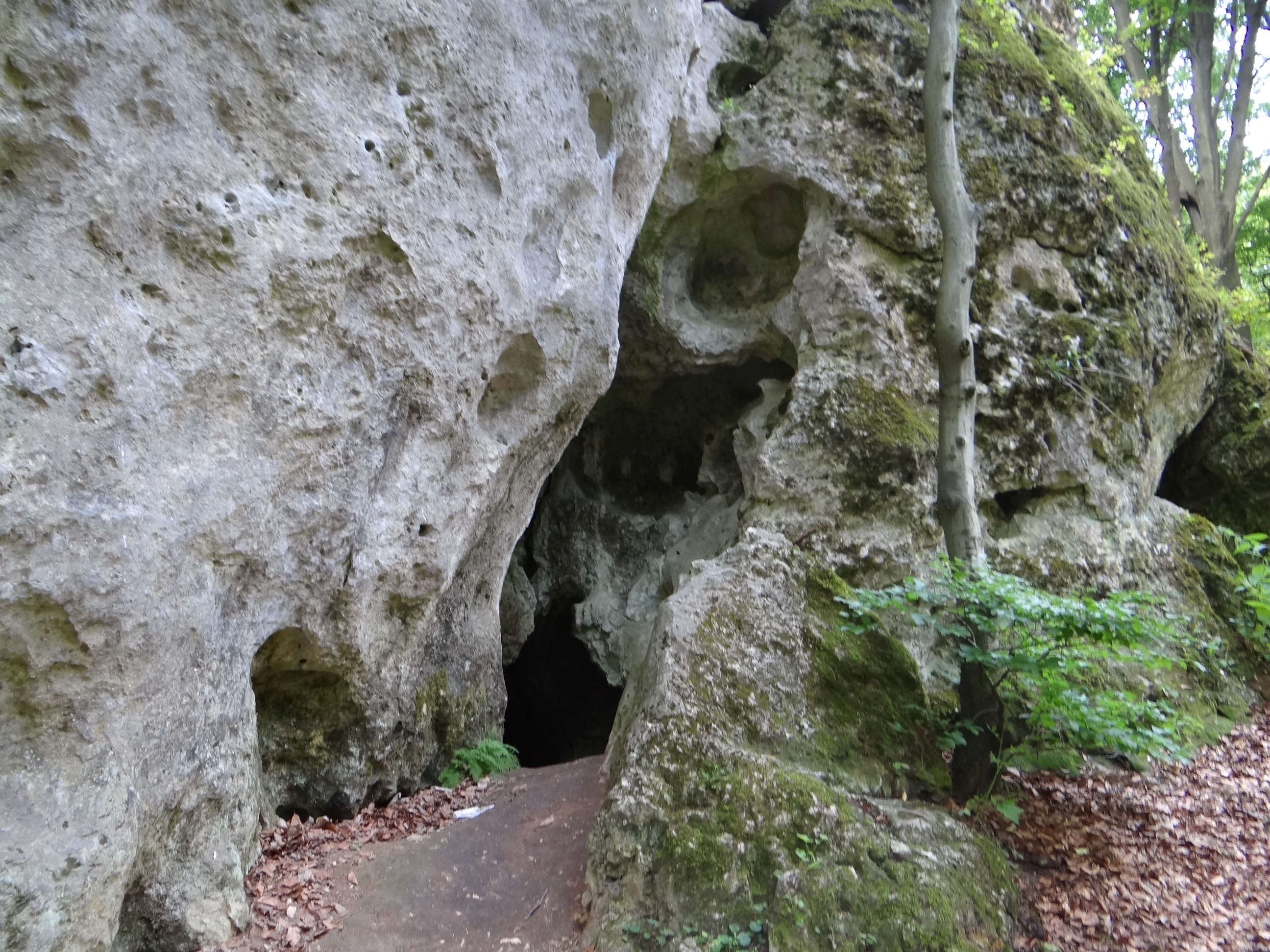
Otwór schroniska na szczelinie
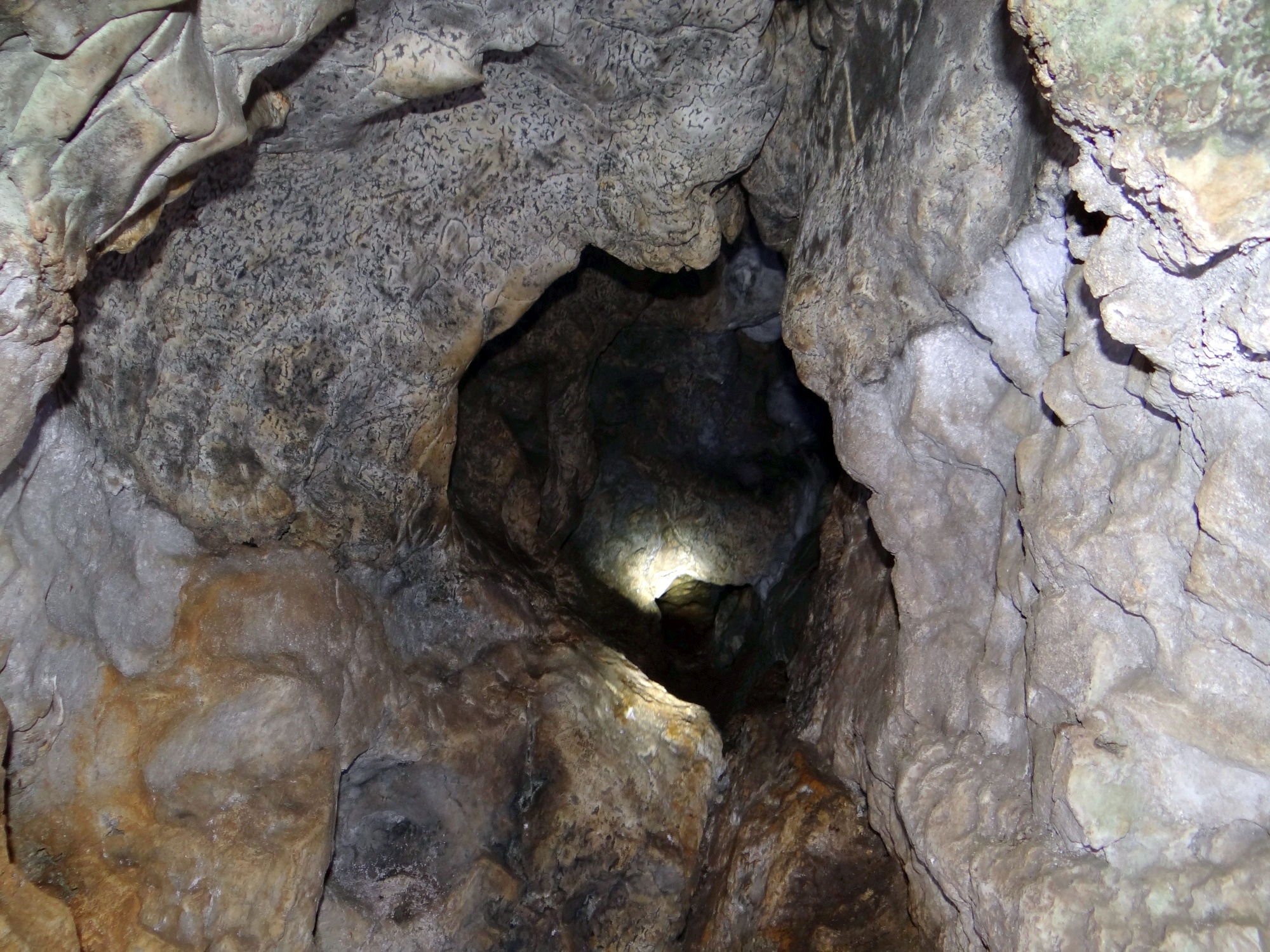
Korytarz główny
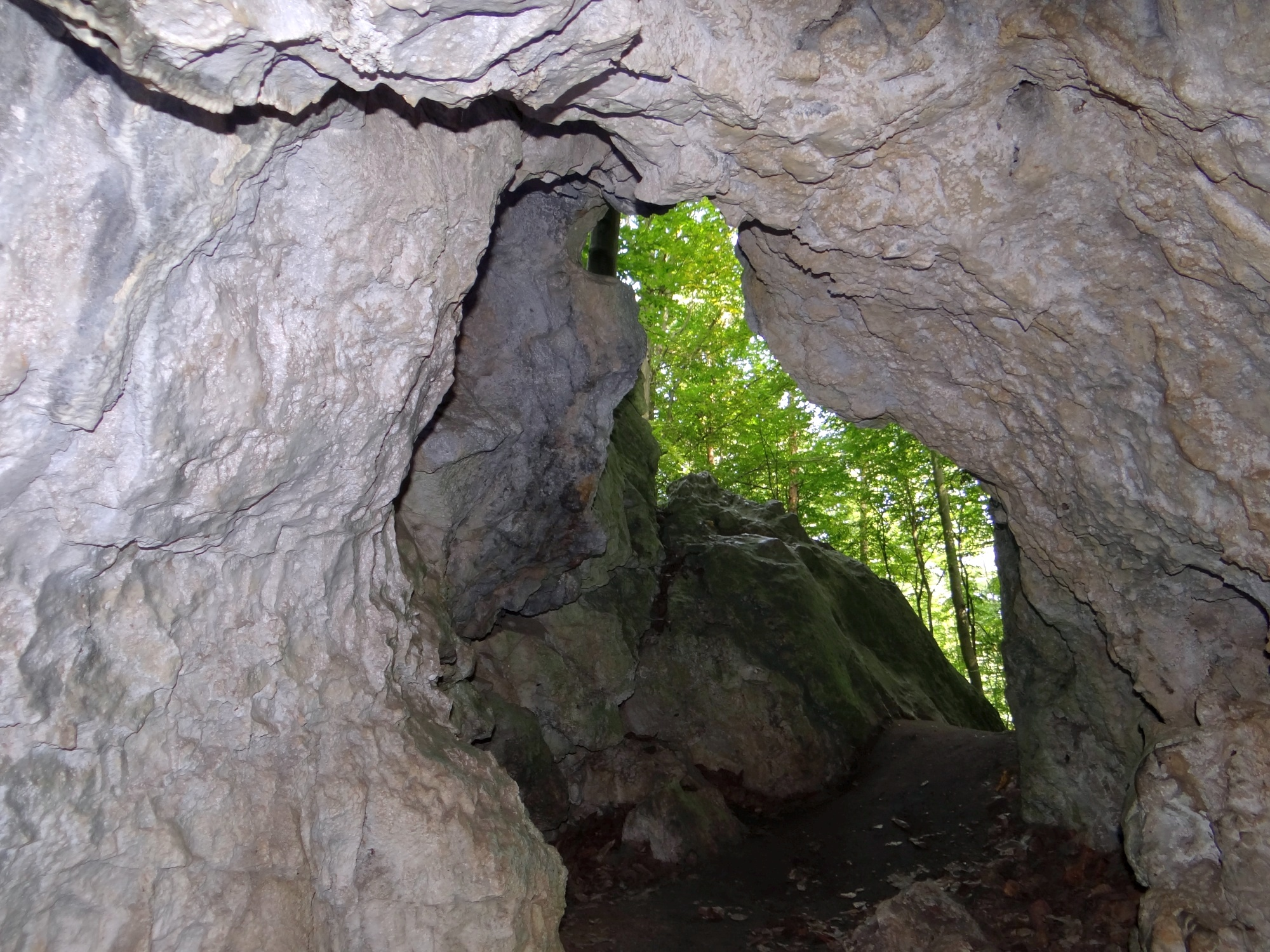
Widok z korytarza

## Historia poznania i dokumentacji
Schronisko zapewne znane było od dawna. Po raz pierwszy zinwentaryzował go Kazimierz Kowalski w 1951 r. nadając mu nazwę Schronisko Małe w Ostrężniku. Zauważył, że jego piaszczysto-gliniaste namulisko zostało wybrane do głębokości 0,5 m, prawdopodobnie przez poszukiwaczy kalcytu. Nie stwierdził w nim obecności żadnych kości ani przedmiotów. Dokumentację i plan schroniska opracował M. Czepiel w 2001 r.
W tej samej skale Ostrężnik i blisko Schroniska Większego znajdują się jeszcze dwie inne jaskinie: Jaskinia Ostrężnicka i Schronisko Mniejsze w Ostrężniku, a nieco dalej Schronisko naprzeciw Jaskini Ostrężnickiej, Schronisko naprzeciw Jaskini Ostrężnickiej Drugie, Schronisko za Fosą, Szczelina w Ostrężniku Pierwsza i Szczelina w Ostrężniku Druga.